# Bahnstrecke Levice–Úľany nad Žitavou
| Kursbuchstrecke (ZSSK): | 150                  |                                  |                                  |
| Streckenlänge: | 36,697 km            |                                  |                                  |
| Spurweite: | 1435 mm (Normalspur) |                                  |                                  |
| Streckenklasse: | D4                   |                                  |                                  |
| Stromsystem: | 25 kV, 50 Hz ~       |                                  |                                  |
| Streckengeschwindigkeit: | 100 km/h             |                                  |                                  |
| |                      |                                  |                                  |
| \| \| \| von Hronská Dúbrava \| \| \| \| 0,000 \| Levice \| Levice \| \| \| \| nach Štúrovo \| \| \| \| \| Malá Seč \| \| \| \| \| Hron \| \| \| \| 6,790 \| Kalná nad Hronom \| Kalná nad Hronom \| \| \| \| Anschluss Kernkraftwerk Mochovce \| \| \| \| 11,094 \| Lok \| Lok \| \| \| 14,897 \| Horný Pial \| Horný Pial \| \| \| 15,500 \| výhybňa Pial \| výhybňa Pial \| \| \| 17,500 \| Jesenské údolie \| Jesenské údolie \| \| \| 20,788 \| Beša \| Beša \| \| \| 23,692 \| Pozba \| Pozba \| \| \| 27,732 \| Podhájska \| Podhájska \| \| \| 30,877 \| Radava \| Radava \| \| \| 34,070 \| Hul \| Hul \| \| \| \| nach Dolný Ohaj \| \| \| \| \| von Topoľčianky \| \| \| \| 36,697 \| Úľany nad Žitavou \| Úľany nad Žitavou \| \| \| \| nach Šurany \| \| |                      |                                  |                                  |
| Strecke |                      | von Hronská Dúbrava              | von Hronská Dúbrava              |
| Bahnhof | 0,000                | Levice                           | Levice                           |
| Abzweig geradeaus und nach links |                      | nach Štúrovo                     | nach Štúrovo                     |
| ehemaliger Haltepunkt / Haltestelle |                      | Malá Seč                         | Malá Seč                         |
| Brücke über Wasserlauf |                      | Hron                             | Hron                             |
| Bahnhof | 6,790                | Kalná nad Hronom                 | Kalná nad Hronom                 |
| Abzweig geradeaus und nach rechts |                      | Anschluss Kernkraftwerk Mochovce | Anschluss Kernkraftwerk Mochovce |
| Bahnhof | 11,094               | Lok                              | Lok                              |
| Haltepunkt / Haltestelle | 14,897               | Horný Pial                       | Horný Pial                       |
| Überleitstelle / Spurwechsel | 15,500               | výhybňa Pial                     | výhybňa Pial                     |
| Haltepunkt / Haltestelle | 17,500               | Jesenské údolie                  | Jesenské údolie                  |
| Bahnhof | 20,788               | Beša                             | Beša                             |
| Haltepunkt / Haltestelle | 23,692               | Pozba                            | Pozba                            |
| Bahnhof | 27,732               | Podhájska                        | Podhájska                        |
| Haltepunkt / Haltestelle | 30,877               | Radava                           | Radava                           |
| Bahnhof | 34,070               | Hul                              | Hul                              |
| Abzweig geradeaus und ehemals nach links |                      | nach Dolný Ohaj                  | nach Dolný Ohaj                  |
| Abzweig geradeaus und von rechts |                      | von Topoľčianky                  | von Topoľčianky                  |
| Bahnhof | 36,697               | Úľany nad Žitavou                | Úľany nad Žitavou                |
| Strecke |                      | nach Šurany                      | nach Šurany                      |

Die Bahnstrecke Levice–Úľany nad Žitavou ist eine Eisenbahnverbindung in der Slowakei. Sie beginnt in Levice und führt im Donauhügelland über Kalná nad Hronom nach Úľany nad Žitavou, wo sie in die Bahnstrecke Šurany–Topoľčianky einmündet. Die Strecke ist Teil der sogenannten „Südslowakischen Eisenbahnmagistrale“ von Bratislava über Zvolen nach Košice.

## Geschichte
Die Strecke wurde am 26. September 1914 als private Lokalbahn eröffnet. Den Betrieb führten die Königlich Ungarischen Staatsbahnen (MÁV) für Rechnung der Eigentümer.

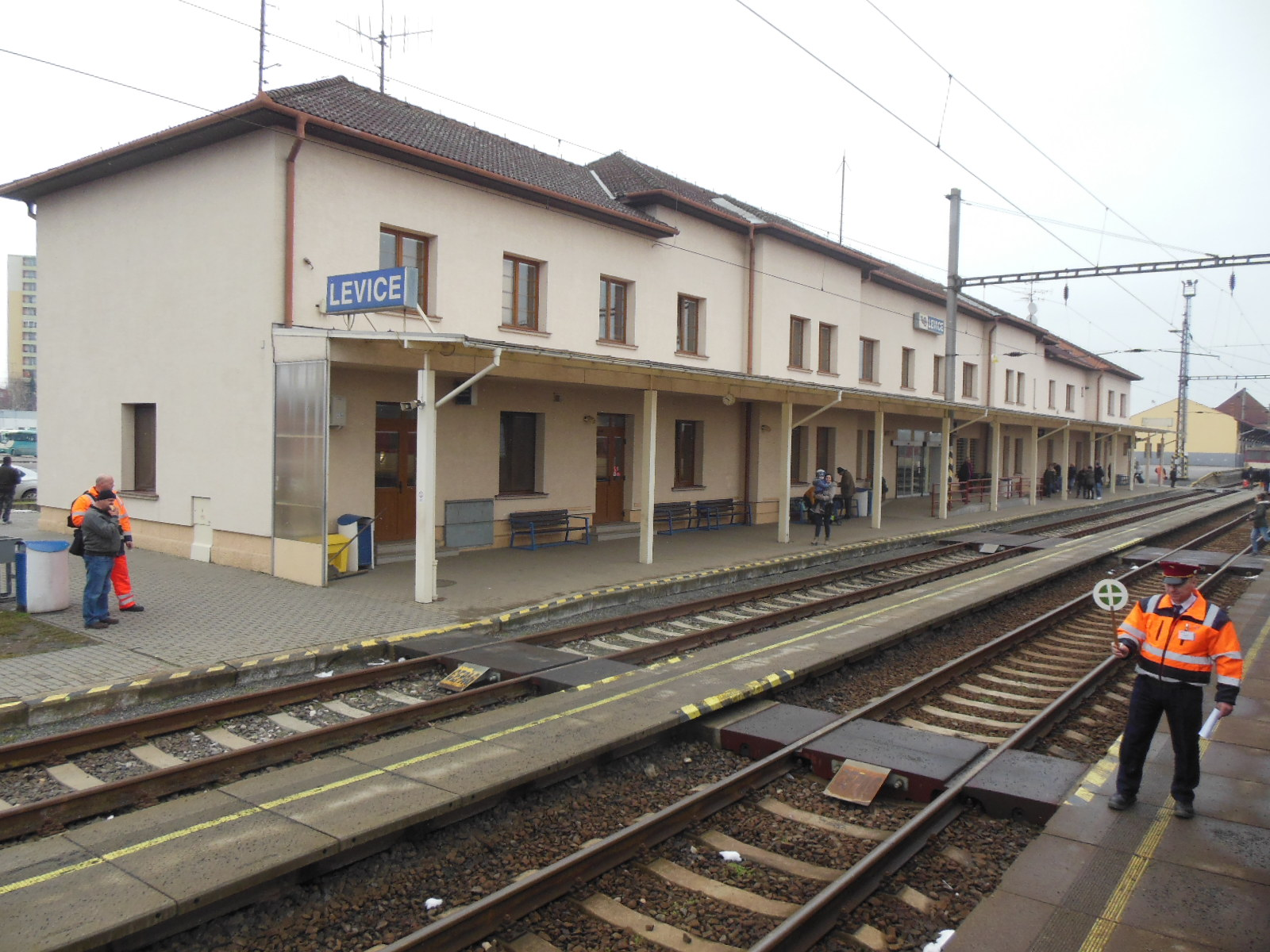
Bahnhof Levice (2018)

Nach dem Zerfall Österreich-Ungarns im Oktober 1918 und der Gründung des neuen Staates Tschechoslowakei ging die Betriebsführung an die neu gegründeten Tschechoslowakischen Staatsbahnen (ČSD) über. Die Strecke war nun Teil einer West-Ost-Hauptverbindung, die von Bratislava über Nové Zámky, Zvolen nach Banská Bystrica verlief. Im Sommerfahrplan 1938 wurde diese Relation dreimal täglich mit Schnellzügen bedient.
Nach dem Ersten Wiener Schiedsspruch kamen die mehrheitlich ungarisch besiedelten Gebiete der Tschechoslowakei und damit auch die Strecke Levice–Úľany nad Žitavou im November 1938 wieder zu Ungarn. Betreiber waren nun wieder die Ungarischen Staatsbahnen (MÁV). Der Fahrplan der MÁV verzeichnete 1942 drei Personenzugpaare. Nach dem Zweiten Weltkrieg kam die Strecke 1945 wieder vollständig zu den ČSD.

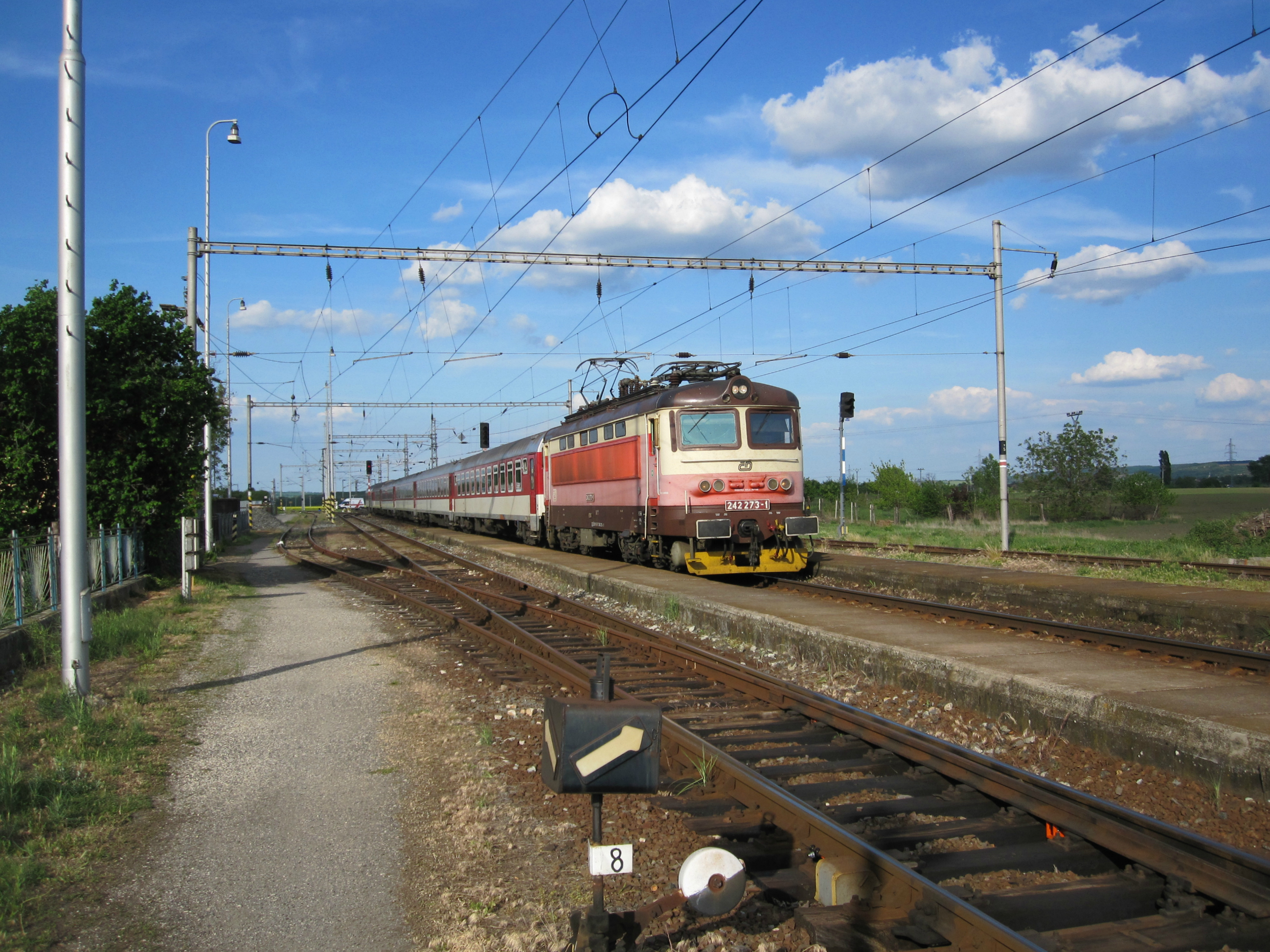
Schnellzug im Bahnhof Úľany nad Žitavou (2012)

Am 25. Januar 1955 eröffneten die ČSD die Strecke Turňa nad Bodvou–Rožňava. Damit bestand nun in der südlichen Slowakei eine durchgehende Hauptverbindung zwischen Bratislava und Košice. Über diese Verbindung – die als Südslowakische Eisenbahnmagistrale bezeichnet wird – verkehrten fortan auch durchlaufende Schnellzüge. Stetig steigende Verkehrsleistungen in dieser Relation erforderten einen teilweise zweigleisigen Ausbau und die Elektrifizierung. Der elektrische Eisenbahnbetrieb zwischen Šurany, Úľany nad Žitavou und Levice wurde am 20. Dezember 1991 aufgenommen, zweigleisige Abschnitte bestehen derzeit noch nicht.
Am 1. Januar 1993 ging die Strecke in Folge der Dismembration der Tschechoslowakei an die neu gegründeten Železnice Slovenskej republiky (ŽSR) über.
Im Jahresfahrplan 2021 verkehren Schnellzüge der ZSSK in der Relation Bratislava hlavná stanica–Banská Bystrica im Zweistundentakt, sie kreuzen in der Ausweiche („výhybňa“) Pial jeweils zur üblichen Symmetrieminute. Personenzüge verkehren unregelmäßig in verschiedenen Relationen. Während der Hauptverkehrszeit nachmittags besteht ein Zweistundentakt zwischen Nové Zámky und Zvolen os. st.